# Beat Seitz
Beat Seitz, född den 28 oktober 1973, är en schweizisk bobåkare.
Han tog OS-silver i herrarnas fyrmanna i samband med de olympiska bobtävlingarna 1998 i Nagano.